# 明娜
明娜（英語：Mena）是一個位於美國阿肯色州波爾克縣的城市。根據2020年美國人口普查，該地人口為5589人，而該地的面積約為17.96平方千米。同時該地也是波爾克縣的縣治。

## 地理
明娜的座標為34°35′10″N 94°14′23″W / 34.58611°N 94.23972°W，而該地的平均海拔高度為357米（即1171英尺）。